# Narraga angelata
Narraga angelata är en fjärilsart som beskrevs av Wright 1923. Narraga angelata ingår i släktet Narraga och familjen mätare. Inga underarter finns listade i Catalogue of Life.